# ТСВ (телеканал)
«ТСВ» (Телевидение Свободного Выбора)  — приднестровский телеканал, который появился 30 декабря 1999 года.
Аудитория телеканала в Приднестровье превышает 400 тысяч человек. ТСВ вещает из телецентра который находится на спорткомплексе «Шериф» в городе Тирасполь. Система аналогового цвета — SECAM. Кроме территории Приднестровья, вещание ТСВ распространяется и за пределы республики (приграничные территории Республики Молдова и Украины). С 25 марта 2014 года телеканал изменил формат вещания изображения картинки с 4:3 на 16:9. Летом 2018 телеканал начал вещание в формате Full HD.

## Фирменный стиль
С 30 декабря 1999 по 24 декабря 2017 года логотип телеканала представлял собой три жёлтых шара в белой окантовке с чёрной надписью "ТСВ" и находился в левом верхнем углу экрана. В 1999-2005 годах логотип был с белой тенью. В конце 2017 года на телеканале произошло изменение фирменного стиля. Сменился общий стиль компьютерной графики, в т.ч. межпрограммые ролики, фирменные заставки, внешний вид титров. У телеканала утвердился новый логотип, который переместился с левого верхнего в правый верхний угол, и сменились фирменные цвета. Теперь это оранжевый, белый и синий.
В правом нижнем углу экрана постоянно показывается текущее время GMT+2 и температура воздуха в Тирасполе.

## Информационно-аналитические программы

### Новости
Информационная программа телеканала, в которой освещаются события, происходящие на территории Приднестровья, а также самые заметные события России, Украины и Молдовы. В начале двухтысячных «Новости» выходили дважды в неделю. До 2013 года программа выходила в 20:30. Сейчас время выхода в эфир - каждый будний день в 20:00 и 23:00. Кроме вечернего выпуска, выходят выпуски со вторника по субботу  в 6:30 и со вторника по пятницу в 13:00.
Дикторами программы являются приднестровские журналисты Ирина Нягу, Алёна Чернявская и Владислав Лукаш. В разные годы в программе "Новости на ТСВ" сменилось около 15 дикторов.
До 2016 года программу делила на две части подрубрика, в которой освещались все самые заметные события, произошедшие за день в мире. В то же время заголовки самых громких новостей дублировали во время информационных выпусков в виде бегущей строки в нижней части экрана. До 2017 года в конце каждого выпуска шёл отдельный блок спортивных новостей. Сейчас самые заметные спортивные события идут в эфире исключительно в виде журналистских материалов. Единственная отдельная рубрика, которая остаётся в программе - это прогноз погоды в завершении выпуска.

### «Отражение»
Еженедельная итоговая информационно-аналитическая программа ТСВ. Выходит каждую субботу в 20:30. Повторные выпуски идут по воскресеньям в 12:30, по понедельникам в 7:30 и 15:00. Хронометраж - 1 час. Передача не имеет рубрик. Ведущие в студии зачитывают подводки к материалам журналистов телеканала. Состоит из 5-10 отдельных материалов.
До 2014 года «Отражение» вёл нынешний главный редактор ТСВ Игорь Авренев. В 2014 его сменил Виктор Савченко, который в 2017 году покинул телеканал, чтобы возглавить Первый Приднестровский телеканал. С 2017 года программу «Отражение» ведут двое журналистов Константин Топалов и Наталья Пильщикова.

## Познавательные телепроекты

### «Маэстро Винченцо»
10 марта 2018 в эфир ТСВ вышла передача «Маэстро Винченцо». В роли ведущего - известный итальянский шеф-повар Винченцо Барба, который ранее принимал участие в съемках украинских кулинарных телепроектов. В каждом выпуске ведущий отправляется на поиски лучших ингредиентов для блюда, которое он собрался готовить. Для этого Винченцо посещает фермы, знакомится с производствами и традициями народов Приднестровья. В финале программы готовит блюдо в самых неожиданных условиях.

#### Список выпусков
| Сезон | Выпуск | Рецепт            | Ингредиенты                                                                                    | Локации | Место готовки                  | Премьера       |
| ----- | ------ | ----------------- | ---------------------------------------------------------------------------------------------- | --- | ------------------------------ | -------------- |
| 1     | 1      | Суп из баранины   | Баранина, красное вино, фасоль, картофель, петрушка, лук                                       | завод KVINT, овцеферма с. Мочаровка, рынок г. Тирасполь, с. Чобручи                                                                   | с. Чобручи                     | 10 марта 2018  |
| 1     | 2      | Итальянская паста | Мука, яйца куриные, помидоры, базилик                                                          | рынок г. Тирасполь, рынок г. Бендеры, с. Протягайловка, ТКХП с. Виноградное                                                           | с. Виноградное                 | 17 марта 2018  |
| 1     | 3      | Пицца "Маргарита" | Мука, дрожжи, моцарелла, томатная паста                                                        | пекарня с. Парканы, ферма с. Терновка, гостевой дом с. Терновка, г. Тирасполь                                                         | с. Терновка                    | 24 марта 2018  |
| 1     | 4      | Лазанья           | Листы лазаньи, мясной фарш, сыр, молоко, мука, сливочное масло, мускатный орех, томатная паста | с. Владимировка, Бендерский мясокомбинат, Бендеры, супермаркет "Шериф", г. Тирасполь                                                  | Тирасполь, супермаркет "Шериф" | 31 марта 2018  |
| 1     | 5      | Кролик на вертеле | Тушка кролика, оливковое масло, морковь, батон, сыр, сельдерей, лук                            | ж/д вокзал г. Тирасполь, кроличья ферма с. Гиска, Тираспольский молочный комбинат, кафе-бар "Старинный погребок", Бендерская крепость | Бендерская крепость            | 14 апреля 2018 |

### «С утра до вечера»
До 2013 года передача выходила под названием «Новое утро». Это ежедневная утренняя познавательная программа на ТСВ. Выходит в формате троих ведущих, одного из которых иногда сменяет гость программы, приглашённый в студию. Программа стала площадкой, где в качестве рубрик начиналось становление одних из самых популярных в Приднестровье телепроектов: «Мамина Школа», «Дело вкуса» и «6 соток».
«С утра до вечера» выходит в эфир со вторника по пятницу в 7:00, 8:30 и 18:00. У «С утра до вечера» 9 ведущих, которые сменяют друг друга в течение недели. У программы есть постоянные рубрики, среди которых «Цветочная лавка», «Метеотайм», «На заметку», «Короткие рецепты», «Несерьёзные новости», «Автоновости», «Модный гид», «Кинорубрика». В студии ведущие обсуждают самые интересные события дня и недели.

### «Дело вкуса»
Кулинарный проект телеканала ТСВ, который долгое время был рубрикой утреннего эфира. До 2017 года существовало две разновидности рубрики: «Дело вкуса» с Александром Плешко и «Дело вкуса по-вегетариански» с Маргаритой Ахмадиевой. С 2017 года выходит как отдельный проект о вкусной и полезной пище. Ведущие и гости программы предлагают телезрителям рецепты различных блюд. Укороченная версия программы используется как рубрика «С утра до вечера».

### «Мамина школа»
Познавательная программа о воспитании детей. Премьерный показ и трансляции ведутся на телеканале ТСВ. С 2017 года передачу транслирует сеть каналов «Открытый мир». Ведущая — Олеся Новикова. «Мамина школа» выходит на телеканале ТСВ по субботам в 11:00. Повторные показы выпадают на следующее после премьеры воскресенье в 13:00, а также по средам в 8:00.
До февраля 2017 года «Мамина школа» представляла собой рубрику в передачах «Новое утро», а позже «С утра до вечера». Это программа для родителей. Ведущая приглашает в студию опытных педагогов, психологов и врачей, которые делятся опытом о том, как правильно подходить к воспитанию детей.Одна из самых популярных рубрик Маминой школы — «Первые шаги». Ведущая программы на протяжении года снимала репортажи с участием собственного сына, который рос на глазах телезрителей. Для программы «Мамина школа» давали интервью популярные врачи и психологи: доктор Евгений Комаровский и психодраматист Людмила Петрановская.

### «6 соток»
Единственная в Приднестровье телепередача о дачниках и о том, как правильно ухаживать за своим садовым участком. Ранее была рубрикой программы «С утра до вечера». Постоянная ведущая рубрики - Алла Горбатенко. С марта 2017 года «6 соток» - это отдельный телепроект с двумя ведущими Аллой Горбатенко и Евгением Кукулеску. С этого сезона программа начинает путешествовать по стране в поисках образцового фермерского хозяйства и в финале каждой программы присваивать отличительный знак качества. В сезоне 2018 у проекта сменился ведущий. В эфире программа «6 соток» каждую субботу в 7:00, а также по понедельникам в 7:00 и 8:30.

### «2 кадра»
Программа о путешествиях. Премьерный выпуск вышел в эфир 1 марта 2016 года. В первой серии программы показано, как Юрий Раченков и Сергей Гаевский покидают студию передачи «Народный микрофон». С этого дня ведущие сменили род занятий и отправились на поиски приключений. Идея программы заключается в том, что за время путешествия каждый ведущий должен сделать фотографию, лучше всего описывающую место, о которой снимается программа. Авторы путешествуют по Приднестровью, чтобы доказать, что красота находится так близко. С 17 мая 2016 вместо Сергея Гаевского напарником Юрия Раченкова в программе стал Евгений Маслеников.

#### Список выпусков
| Список выпусков телепередачи «2 кадра» на ТСВ | Список выпусков телепередачи «2 кадра» на ТСВ | Список выпусков телепередачи «2 кадра» на ТСВ   | Список выпусков телепередачи «2 кадра» на ТСВ | Список выпусков телепередачи «2 кадра» на ТСВ | Список выпусков телепередачи «2 кадра» на ТСВ |
| Сезон                                         | Выпуск                                        | Название                                        | Место                                         | Ведущие                                       | Премьера выпуска                              |
| --------------------------------------------- | --------------------------------------------- | ----------------------------------------------- | --------------------------------------------- | --------------------------------------------- | --------------------------------------------- |
| 1 сезон                                       | 1                                             | Рашков                                          | Рашков                                        | Ю. Раченков С. Гаевский                       | 1 марта 2016                                  |
| 1 сезон                                       | 2                                             | Джиперы                                         | Глухой лес                                    | Ю. Раченков С. Гаевский                       | 8 марта 2016                                  |
| 1 сезон                                       | 3                                             | Ново-Нямецкий Монастырь                         | Кицканы                                       | Ю. Раченков С. Гаевский                       | 15 марта 2016                                 |
| 1 сезон                                       | 4                                             | Шахты                                           | Григориопольский район                        | Ю. Раченков С. Гаевский                       | 22 марта 2016                                 |
| 1 сезон                                       | 5                                             | Сезон скалолазания                              | Строенцы                                      | Ю. Раченков С. Гаевский                       | 29 марта 2016                                 |
| 1 сезон                                       | 6                                             | Золотые пески глубокой долины                   | Глубокая долина Каменский район               | Ю. Раченков С. Гаевский                       | 5 апреля 2016                                 |
| 1 сезон                                       | 7                                             | С аквалангом на дно Днестра                     | Григориопольский район                        | Ю. Раченков С. Гаевский                       | 12 апреля 2016                                |
| 1 сезон                                       | 8                                             | Заброшенный скальный монастырь                  | Каменский район Сокол, Шолданештский район    | Ю. Раченков                                   | 26 апреля 2016                                |
| 1 сезон                                       | 9                                             | Гонки в Григориополе                            | Григориополь                                  | Ю. Раченков О. Мацота                         | 3 марта 2016                                  |
| 1 сезон                                       | 10                                            | Байкеры                                         | Кицканский лес                                | Ю. Раченков Е. Маслеников                     | 17 мая 2016                                   |
| 1 сезон                                       | 11                                            | Собачья жизнь                                   | Бендеры                                       | Ю. Раченков Е. Маслеников                     | 24 мая 2016                                   |
| 1 сезон                                       | 12                                            | Готовим фигуру к лету                           | Приднестровье                                 | Ю. Раченков                                   | 31 мая 2016                                   |
| 1 сезон                                       | 13                                            | День в инвалидном кресле                        | Тирасполь Бендеры                             | Ю. Раченков                                   | 7 июня 2016                                   |
| 1 сезон                                       | 14                                            | Старый Орхей                                    | Старый Орхей                                  | Ю. Раченков Е. Маслеников                     | 14 июня 2016                                  |
| 1 сезон                                       | 15                                            | Пещера «Сюрпризная»                             | Криуляны                                      | Ю. Раченков Е. Маслеников                     | 21 июня 2016                                  |
| 1 сезон                                       | 16                                            | Безродные дворяне                               | Бендеры                                       | Ю. Раченков                                   | 28 июня 2016                                  |
| 1 сезон                                       | 17                                            | Как делается «Наше»                             | Тирасполь                                     | Ю. Раченков Я. Валеева                        | 5 июля 2016                                   |
| 2 сезон                                       | 1 (18)                                        | Цыпово                                          | Цыпово                                        | Ю. Раченков Е. Маслеников                     | 6 сентября 2016                               |
| 2 сезон                                       | 2 (19)                                        | Как я провел лето. Водные процедуры             | Днестр                                        | Ю. Раченков Е. Маслеников                     | 13 сентября 2016                              |
| 2 сезон                                       | 3 (20)                                        | Легенды Валя-Адынкэ                             | Валя-Адынкэ                                   | Ю. Раченков Е. Маслеников                     | 27 сентября 2016                              |
| 2 сезон                                       | 4 (21)                                        | Бендеры                                         | Бендеры                                       | Ю. Раченков Е. Маслеников                     | 4 октября 2016                                |
| 2 сезон                                       | 5 (22)                                        | Каменец-Подольский                              | Каменец-Подольский                            | Ю. Раченков Е. Маслеников                     | 11 октября 2016                               |
| 2 сезон                                       | 6 (23)                                        | Кикбоксинг                                      | Тирасполь                                     | Ю. Раченков Я. Валеева                        | 18 октября 2016                               |
| 2 сезон                                       | 7 (24)                                        | Пейнтбол или Страйкбол?                         | Тирасполь                                     | Ю. Раченков Е. Маслеников                     | 1 ноября 2016                                 |
| 2 сезон                                       | 8 (25)                                        | Секреты осетрового производства Акватир         | Тирасполь                                     | Ю. Раченков Е. Маслеников                     | 20 декабря 2016                               |
| 2 сезон                                       | 9 (26)                                        | Новогодний выпуск                               | Буковель                                      | Ю. Раченков Е. Маслеников                     | 27 декабря 2016                               |
| 3 сезон                                       | 1 (27)                                        | Зимние Карпаты                                  | Буковель                                      | Ю. Раченков Е. Маслеников                     | 17 января 2017                                |
| 3 сезон                                       | 2 (28)                                        | Крещенские купания. Лебеди на Днестре           | Белочи Строенцы                               | Ю. Раченков Е. Маслеников                     | 24 января 2017                                |
| 3 сезон                                       | 3 (29)                                        | Замёрзший водопад села Роги. Заповедник Ягорлык | Роги Ягорлык                                  | Ю. Раченков Е. Маслеников                     | 31 января 2017                                |
| 3 сезон                                       | 4 (30)                                        | Зимняя рыбалка и гоянские мастера               | Гояны                                         | Ю. Раченков Е. Маслеников                     | 7 февраля 2017                                |
| 3 сезон                                       | 5 (31)                                        | Ночёвка в зимнем лесу                           | Глухой лес                                    | Ю. Раченков Е. Маслеников                     | 14 февраля 2017                               |
| 3 сезон                                       | 6 (32)                                        | Сахарна. В Рыбнице на льду под парусом          | Сахарна                                       | Ю. Раченков Е. Маслеников                     | 21 февраля 2017                               |
| 3 сезон                                       | 7 (33)                                        | Охота                                           | Кучурганский лиман                            | Ю. Раченков Е. Маслеников                     | 28 февраля 2017                               |
| 3 сезон                                       | 8 (34)                                        | Реставраторы и реконструкторы                   | Тирасполь                                     | Ю. Раченков Е. Маслеников                     | 7 марта 2017                                  |
| 3 сезон                                       | 9 (35)                                        | Лучники Средневековья                           | Бутучены                                      | Ю. Раченков Е. Маслеников                     | 14 марта 2017                                 |
| 3 сезон                                       | 10 (36)                                       | Дубоссарская ГЭС                                | Дубоссарская ГЭС                              | Ю. Раченков Е. Маслеников                     | 21 марта 2017                                 |
| 3 сезон                                       | 11 (37)                                       | Историческое фехтование                         | Бендеры Кишинёв                               | Ю. Раченков Е. Маслеников                     | 28 марта 2017                                 |
| 3 сезон                                       | 12 (38)                                       | Один день в пожарной части                      | Тирасполь                                     | Ю. Раченков Е. Маслеников                     | 4 апреля 2017                                 |
| 3 сезон                                       | 13 (39)                                       | Освобождение. Наследники Победы                 | Тирасполь                                     | Ю. Раченков Е. Маслеников                     | 11 апреля 2017                                |
| 3 сезон                                       | 14 (40)                                       | Замок Дракулы и его окрестности                 | Брашов Синая Замок Бран                       | Ю. Раченков Е. Маслеников                     | 18 апреля 2017                                |
| 3 сезон                                       | 15 (41)                                       | Браконьеры. Ночной рейд                         | Слободзейский район                           | Ю. Раченков Е. Маслеников                     | 25 апреля 2017                                |
| 3 сезон                                       | 16 (42)                                       | Конный спорт                                    | Терновка                                      | Ю. Раченков Е. Маслеников                     | 2 мая 2017                                    |
| 3 сезон                                       | 17 (43)                                       | День Победы                                     | Тирасполь Бендеры Дубоссары Погребя Кошница   | Ю. Раченков Е. Маслеников                     | 9 мая 2017                                    |
| 3 сезон                                       | 18 (44)                                       | Неизведанные Строенцы                           | Строенцы                                      | Ю. Раченков Е. Маслеников                     | 16 мая 2017                                   |
| 3 сезон                                       | 19 (45)                                       | Тимуровцы на даче                               | Приднестровье                                 | Ю. Раченков Е. Маслеников                     | 23 мая 2017                                   |
| 3 сезон                                       | 20 (46)                                       | Приднестровская таможня                         | Приднестровье                                 | Ю. Раченков Е. Маслеников                     | 6 июня 2017                                   |
| 3 сезон                                       | 21 (47)                                       | Полеты на параплане над заброшенным скитом      | Роги                                          | Ю. Раченков Е. Маслеников                     | 13 июня 2017                                  |
| 3 сезон                                       | 22 (48)                                       | День пивовара                                   | Тирасполь                                     | Ю. Раченков Е. Маслеников                     | 20 июня 2017                                  |
| 3 сезон                                       | 23 (49)                                       | 2 кадра в Болгарии                              | Несебр Солнечный берег                        | Ю. Раченков                                   | 27 июня 2017                                  |
| 3 сезон                                       | 24 (50)                                       | 2 кадра в Стамбуле                              | Стамбул                                       | Ю. Раченков                                   | 4 июля 2017                                   |
| 3 сезон                                       | 25 (51)                                       | Рыбалка с ягодным вкусом                        | Днестр                                        | Ю. Раченков Е. Маслеников                     | 11 июля 2017                                  |
| 3 сезон                                       | 26 (52)                                       | Путешествие на плоту по Днестру                 | Днестр                                        | Ю. Раченков Е. Маслеников                     | 18 июля 2017                                  |
| 3 сезон                                       | 27 (53)                                       | Несебр. Святой Влас. Отдых в Болгарии           | Несебр Святой Влас                            | Ю. Раченков Е. Маслеников                     | 25 июля 2017                                  |
| 4 сезон                                       | 1 (54)                                        | Созополь. Пляж Силистар. Болгария               | Созополь Силистра                             | Ю. Раченков Е. Маслеников                     | 5 сентября 2017                               |
| 4 сезон                                       | 2 (55)                                        | МАРС                                            | Турунчук                                      | Ю. Раченков Е. Маслеников                     | 12 сентября 2017                              |
| 4 сезон                                       | 3 (56)                                        | Средневековый фестиваль VATRA 2017              | Кишинёв                                       | Ю. Раченков Е. Маслеников                     | 19 сентября 2017                              |
| 4 сезон                                       | 4 (57)                                        | Чемпионат по фидеру                             | Терновка                                      | Ю. Раченков Е. Маслеников                     | 26 сентября 2017                              |
| 4 сезон                                       | 5 (58)                                        | В поисках заброшенных могил                     | Гараба                                        | Ю. Раченков Е. Маслеников                     | 3 октября 2017                                |
| 4 сезон                                       | 6 (59)                                        | Путеводитель по Бендерам                        | Бендеры                                       | Ю. Раченков Е. Маслеников                     | 10 октября 2017                               |
| 4 сезон                                       | 7 (60)                                        | Утиная охота                                    | Кучурганский лиман                            | Ю. Раченков Е. Маслеников                     | 17 октября 2017                               |
| 4 сезон                                       | 8 (61)                                        | Тайны и загадки севера Приднестровья            | Валя-Адынкэ                                   | Ю. Раченков Е. Маслеников                     | 24 октября 2017                               |
| 4 сезон                                       | 9 (62)                                        | За грибами                                      | Каменка                                       | Ю. Раченков Е. Маслеников                     | 31 октября 2017                               |
| 4 сезон                                       | 10 (63)                                       | Заброшенные бункеры Великой Отечественной       | Грушка Подоймица                              | Ю. Раченков Е. Маслеников                     | 7 ноября 2017                                 |
| 4 сезон                                       | 11 (64)                                       | Открываем село Белочи. Часть I                  | Белочи                                        | Ю. Раченков Е. Маслеников                     | 14 ноября 2017                                |
| 4 сезон                                       | 12 (65)                                       | Открываем Белочи. Часть II                      | Белочи                                        | Ю. Раченков Е. Маслеников                     | 21 ноября 2017                                |
| 4 сезон                                       | 13 (66)                                       | В поисках затонувшей «Катюши»                   | Глиное Чобручи                                | Ю. Раченков Е. Маслеников                     | 28 ноября 2017                                |
| 4 сезон                                       | 14 (67)                                       | Пещеры и их обитатели                           | Белочи                                        | Ю. Раченков Е. Маслеников                     | 5 декабря 2017                                |
| 4 сезон                                       | 15 (68)                                       | Мамалыга-баттл                                  | Кицканский лес                                | Ю. Раченков Е. Маслеников                     | 12 декабря 2017                               |
| 4 сезон                                       | 16 (69)                                       | Хоккей и фигурное катание в Тирасполе           | Тирасполь                                     | Ю. Раченков Е. Маслеников                     | 19 декабря 2017                               |
| 5 сезон                                       | 1 (70)                                        | Старый Новый год                                | Каменский район                               | Ю. Раченков Е. Маслеников                     | 16 января 2018                                |
| 5 сезон                                       | 2 (71)                                        | Зимние забавы и Крещенские купания              | Кицканы                                       | Ю. Раченков Е. Маслеников                     | 22 января 2018                                |
| 5 сезон                                       | 3 (72)                                        | Рождественские каникулы в Румынии               | Брашов Пояна-Брашов Бран Синая                | Ю. Раченков Е. Маслеников                     | 30 января 2018                                |
| 5 сезон                                       | 4 (73)                                        | К замёрзшим водопадам                           | Цыпово                                        | Ю. Раченков Е. Маслеников                     | 6 февраля 2018                                |
| 5 сезон                                       | 6 (75)                                        | Худеем к лету                                   | Тирасполь                                     | Ю. Раченков Е. Маслеников                     | 13 февраля 2018                               |
| 5 сезон                                       | 7 (76)                                        | День святого Трифона в Янтарном                 | с. Янтарное                                   | Ю. Раченков Е. Маслеников                     | 20 февраля 2018                               |
| 5 сезон                                       | 8 (77)                                        | Один день в армии                               | Тирасполь                                     | Ю. Раченков Е. Маслеников                     | 27 февраля 2018                               |
| 5 сезон                                       | 9 (78)                                        | Мэрцишор. "2 кадра" в поисках весны             | с. Строенцы                                   | Ю. Раченков Е. Маслеников                     | 6 марта 2018                                  |

## Ток-шоу

### «Экспертное мнение»
Выходит с 24 ноября 2015 в формате ток-шоу каждый будний день в 19:30. Ведущие вместе с гостями обсуждают самые значимые вопросы дня и недели. До 2017 года практиковался отдельный формат для пятничного выпуска программы, когда итоги недели в «Экспертном мнении» подводили журналисты ТСВ.

### «Шаг Навстречу»
Еженедельное ток-шоу на ТСВ, которое выходит уже более 10 лет. В программе поднимаются самые актуальные темы политической, экономической и общественной деятельности Приднестровья и вокруг него. Среди приглашённых гостей - видный политики, чиновники, дипломаты, экономисты, историки, деятели искусства. Время выхода - по пятницам сразу после выпуска новостей.

## Спорт на ТСВ
Телеканал единственный в Приднестровье и Молдове транслирует в прямом эфире матчи национального чемпионата по футболу и еврокубковых турниров.
До 2003 года на телеканале выходила обозревательная спортивная программа «Мир футбола», в которой рассказывали о самых актуальных спортивных событиях. Акцент ведущий делал на внутреннем футбольном первенстве, но было много новостей из мирового футбола.
В 2002 году на ТСВ появилась передача «Время спорта», в которой акцент делался на игровых видах спорта. Программа пробыла в эфире до 2007 года.
С 2004 года на ТСВ стал выходить масштабный спортивный проект «Компенсированное время» с комментаторами Александром Макаревским и Мирославом Примовичем. Ведущие со спортивными журналистами и приглашенными спортсменами обсуждали самые значимые спортивные события недели. Выходила программа по вторникам в 21:00, а позже в 20:30. Вплоть до закрытия в 2017 году формат передачи не изменялся.
В 2017 году на смену «Компенсированному времени» пришла передача «Главная арена», названная также, как и самый большой футбольный стадион Молдовы. У спортивной передачи остался похожий формат, но сменилась студия и время выхода в эфир . «Главная арена» выходит по вторникам и пятницам, накануне игрового дня Лиги Чемпионов УЕФА и тура чемпионата Молдавии по футболу. Ведущие вместе с приглашённым гостем обсуждают спортивные новости, а также итоги и расстановка сил после сыгранных матчей чемпионата. Ведут программу спортивные журналисты Владимир Хорошилов, Владислав Лукаш, Максим Кирьязов, Александр Бабак, Юрий Заяц.

### «Качки и новички»
В 2017 на ТСВ вышел проект «Качки и новички», в котором ведущие Эльдар Джабраилов и Наталья Наумова ставят себе цели достигнуть спортивных высот и соревнуются между собой в тренажёрном зале. Инструкторы дают ведущим советы и подсказывают, как правильно заниматься в спортивном зале. Первый сезон завершился после 10 выпуска.

## Завершённые телепроекты

### «Народный микрофон»
Вечернее ток-шоу, которое выходило на протяжении 10 лет вплоть до 2016 года. «Народный микрофон» шёл каждый будний день прямом эфире с 20:00, а позже с 19:30 вплоть до выпуска новостей. Ведущие - Юрий Раченков и Сергей Гаевский, которые после закрытия проекта создали программу «2 кадра». Задать вопрос ведущим и гостю студии можно было в прямом эфире по телефону или в СМС-сообщении. В каждой программе ведущие задавали вопрос зрителям, которые должны были голосовать за него по телефону. В конце каждого выпуска подводили итоги голосования.

### «Эволюция»
5 апреля 2013 года вышла в эфир передача «Эволюция», в роли ведущего которой был резидент «Comedy club» Демис Карибов.[3] Программа выходила по средам сразу после выпуска новостей и рассказывала о современных технологиях. Авторы программы ставили эксперименты над собой, проверяли на прочность современные гаджеты и составляли рейтинги IT-новинок. Программа состояла из 1 сезона 12 выпусков хронометражом ~28 минут. Последний выпуск прошёл в июле 2013 года.

### «Соль земли»
Авторская программа Инны Сачалко о православной вере и религиозных традициях. Выходила с 2003 по 2016 год. Ведущая рассказывала о сложных вопросах православия, преданиях, легендах, архитектуре русских храмов и традициях народов. Съемочная группа посетила многие монастыри и храмы Приднестровья, Молдовы. России и Украины. Среди них - Валаам, Святогорье, Киево-Печерская Лавра. Программа была участником многих фестивалей и получила второе место на первом открытом конкурсе православных и краеведческих фильмов. Цикл программ «Соль земли» приобретен для показа федеральным православным телеканалом «Спас» в 2008 году.

### «Приз-клуб 12 вечеров»
Развлекательное шоу, в прямом эфире которого проходили ежемесячные розыгрыши призов от спонсоров телеканала.

### «Телеакадемия»
Еженедельное развлекательное шоу для эрудитов и знатоков. В качестве главного приза для победителя были солидные по тем временам денежные суммы. Ведущая - Светлана Солянкина

## Документальные фильмы

### «Август»
Документальный фильм «Август» вышел накануне 70-летия Победы в Великой Отечественной войне. Это первое приднестровское кино, которое показывали во всех кинотеатрах республики. Вход на сеансы был бесплатным. Фильм снят по заказу местного оператора связи "IDC". Хронометраж - 46 минут. В фильме рассказывается история военных плацдармов на Днестре и события Ясско-Кишинёвской операции. В роли рассказчиков выступают участники одной из битв на Днестре. Режиссёр - Игорь Авренев.

### «В согласии к победе»
Документальный фильм, снятый телеканалом ТСВ к 20-летию футбольного клуба «Шериф» в 2017 году. Автор фильма и режиссёр - спортивный журналист Александр Бабак. Продолжительность - 44 минуты. Фильм состоит из исторических кадров и интервью с тренерами, футболистами, персоналом команды, которые трудились в штабе ФК «Шериф» в разные годы его становления. Среди участников фильма - главный тренер ФК «Шериф» 2004-2010 Леонид Кучук, главный тренер 2002-2003 Гаврил Балинт, экс-капитан ФК «Шериф» Важа Тархнишвили.
Леонид Кучук, главный тренер ФК «Шериф» 2004-2010 гг.: 
Любой матч, с любым соперником, даже если ты играешь на сборах - это матч престижа. Каждый матч – отдельно взятая история. В каждом матче нужно готовиться как к Лиге Чемпионов или Лиге Европы. Только тогда можно достичь максимального результата

## Телеканал в Интернете
Трансляция телеканала онлайн осуществляется в приложении ТСВ для мобильных платформ Андроид и iOS, а также на сайте телеканала. Общая аудитория телеканала в Интернете превышает 200 000 человек. Основной хостинг, который использует телеканал для публикации и хранения видеоматериалов - YouTube (официальная страница создана в конце 2013 года). В конце 2016 телеканал возобновил работу своего официального сайта, на котором теперь публикуются текстовые версии всех новостей. Согласно данным на начало 2018 года, более 70 процентов посетителей сайта и подписчиков сообществ в социальный сетях телеканала - это жители Приднестровья и Молдовы.